# الزکاه، حماة
الزکاه (به عربی: الزکاة) یک روستا در سوریه است که در ناحیه کفرزیتا واقع شده‌است. الزکاه ۱٬۷۷۱ نفر جمعیت دارد.